# Хайнрих II фон Флекенщайн
Хайнрих II фон Флекенщайн (IV) (на немски: Heinrich II (IV) von Fleckenstein; * пр. 1270; † между 15 март 1309 и 13 март 1312) е благородник от фамилията Флекенщайн от Елзас и господар на Финстинген.

## Произход
Той е син на Рудолф фон Флекенщайн († между 6 април 1267 и 13 април 1270) и съпругата му Ита фон Финстинген († между 12 ноември 1296 и 10 март 1297), дъщеря на Хуго I фон Финстинген-Малберг († сл. 1304) и графиня Катарина фон Цвайбрюкен († сл. 1275).

## Фамилия
Първи брак: сл. 1287 г. с Юта фон Магенхайм († сл. 1319), дъщеря на Еркингер IV фон Магенхайм († 1287) и Гута фон Ритберг († сл. 1279). Те имат децата:
- Йохан фон Флекенщайн († 1 септември 1342)
- Хайнрих VI фон Флекенщайн (VII) (* пр. 1305; † между 27 май и 7 юни 1347), господар на Магенхайм и Байнхайм, рицар, женен за Юта фон Бикенбах († сл. 1360), дъщеря на Готфрид II фон Бикенбах († юли 1333) и Сара фон Франкенщайн († сл. 1360)
- Анастасия фон Флекенщайн (* пр. 1315; † сл. 1337), омъжена за Фриц фон Щайнмур
- Сузана фон Флекенщайн († сл. 1315)

Втори брак: през 1609 г. с Хелкина. Те имат един син:
- Хайнрих фон Байнхайм († 1460), женен за Аделхайд Ефрер

## Галерия
- Замък Флекенщайн
- Останки от замък Флекенщайн